# Фантастична подорож
«Фантастична подорож» (англ. Fantastic Voyage) — американський фантастичний фільм 1966 року. Новелізація сценарію фільму, написана Айзеком Азімовим, з тією ж назвою, вийшла перед його прем'єрою.
На відомого вченого Яна Бенеша, який володіє цінною інформацією, скоєно замах. Через отриману травму мозку він впадає в кому. Але звичайна хірургічна операція не може допомогти. І тоді спеціальний підводний човен з екіпажем зменшують до розмірів клітини і вводять в кровообіг. Команда повинна добратися до мозку і ліквідувати тромб за допомогою лазера. Час обмежений, тому що зменшення діє тільки 60 хвилин, а на човні тим часом діє диверсант.

## Сюжет
США та СРСР розробили технологію зменшення шляхом стиснення атомів, але вона дія лише протягом однієї години. Вчений, доктор Ян Бенеш, який працював за «залізною завісою», придумав, як подовжити зменшення. Завдяки агентам американської розвідки, зокрема Чарльзу Гранту, він тікає на Захід і прибуває до Нью-Йорка. Але вороги скоюють на нього замах і вчений впадає у кому через тромб у мозку. Жодне зовнішнє втручання не може видалити тромб.
Щоб врятувати життя Яна, залучають Гранта, військово-морського пілота капітана Білла Оуенса, головного лікаря та фахівця з кровообігу доктора Майклза, хірурга доктора Пітера Дюваля та його помічницю Кору Петерсон. Їх поміщають у підводний човен під назвою «Протей», який зменшують і вводять у кровообіг Яна. Команда має 60 хвилин, щоб дістатися до тромба й видалити його; після цього «Протей» та його команда почнуть збільшуватися до звичайних розмірів.
Початковий план полягав у введенні підводного човна крізь шию. Та через артеріовенозну фістулу апарат потрапляє з артерії до вени. Командувачі, генерал Алан Картер і полковник Дональд Рейд, приймають рішення змінити курс і спрямувати човен до серця. Щоб апарат безпечно минув його, серце зупиняють на хвилину. Екіпаж стикається з незрозумілою втратою кисню і повинен відновити його запас у легенях. Вони помічають «скелі», які виявляються частинками вуглецю з цигаркового диму. Грант виявляє, що хірургічний лазер, необхідний для знищення тромба, пошкоджений турбулентністю в серці. Грант підозрює, що все це не випадковості, а серед екіпажу є диверсант. Для ремонту лазера доводиться розібрати радіоприймач і позбутися зв'язку з командуванням. Хірурги та техніки поза тілом Бенеша все ще можуть відстежувати переміщення апарата, але не можуть нічого йому повідомити.
Апарат потрапляє в лімфатичну систему, але не може подолати ретикулярні волокна, де йому загрожують антитіла. Екіпаж вирішує змінити курс і вирушити в обхід крізь внутрішнє вухо. Зовнішній персонал при цьому повинен дотримуватися максимальної тиші, щоб запобігти руйнівним вібраціям. Поки екіпаж видаляє ретикулярні волокна, які встигли закупорити радіатори, хірургічний інструмент назовні падає. Кору відкидає і її обліплюють антитіла. Її затягують всередину човна, де антитіла кристалізуються і стають ламкими.
Під час операції всі, крім Майклза та Оуенса перебувають за межами апарата. Майклз нокаутує Оуенса та захоплює «Протея». Коли Дюваль закінчує видаляти тромб лазером, Майклз намагається протаранити човном мозок Яна, щоб убити його. Грант спрямовує лазер на човен. «Протей» ухиляється, та Майклза причавлює пультом і його поглинає лейкоцит. Решта екіпажу завершує операцію та пливе до одного з очей Бенеша, щоб потрапити до слізної протоки. Алан бере краплину сліз на предметне скло та приносить його до кімнати, де команда повертається до нормального розміру.

## У ролях
| Актор                | Роль                  |
| -------------------- | --------------------- |
| Стівен Бойд          | Грант                 |
| Ракель Велч          | Кора                  |
| Едмонд О'Брайєн      | генерал Картер        |
| Дональд Плезенс      | доктор Майклс         |
| Артур О'Коннелл      | полковник Дональд Рід |
| Вільям Редфілд       | капітан Білл Оуенс    |
| Артур Кеннеді        | доктор Дюваль         |
| Жан Дель Вел         | Ян Бенеш              |
| Баррі Коу            | помічник зв'язку      |
| Кен Скотт            | секретна служба       |
| Шелбі Грант          | медсестра             |
| Джеймс Бролін        | технік                |
| Брендан Фітцджеральд | оператор зв'язку      |

## Нагороди
Фільм отримав дві нагороди Оскар і номінувався на ще три:
- Перемога: найкраща режисура — колір (Джек Мартін Сміт, Дейл Геннесі, Волтер М. Скотт, Стюарт А. Райсс)
- Перемога: найкращі спецефекти (Арт Круїкшенк)
- Номінація: найкраща операторська робота (Ернест Ласло)
- Номінація: найкращий монтаж фільму (Вільям Б. Мерфі)
- Номінація: найкращий звуковий монтаж (Волтер Россі)

## Адаптації
- «Фантастична подорож» — книжкова новелізація фільму, яку написав Айзек Азімов, значно розширивши сценарій фільму[6]. Книга вийшла до прем'єри фільму, тому в багатьох склалося хибне враження, що фільм є екранізацією книги[7]. В 1987 році він видав продовження під назвою «Фантастична подорож II: Пункт призначення — мозок»[8].
- «Фантастична подорож» — анімаційний телесеріал з 17-и півгодинних епізодів, що транслювався в 1968-1970 роках на каналі ABC. Подорож у ньому подовжена до 12-и годин, а підводний човен називається «Мандрівник». Склад команди відрізняється від показаного в фільмі[9][10]. Також виходив однойменних комікс, заснований на серіалі[11].
- «Фантастична подорож» — двотомний комікс за сюжетом фільму, що видавався в 1966-1967 роках[12].
- «Fantastecch Voyage» — сатира на фільм, надрукована в журналі «MAD» у 1967 році[13].
- Fantastic Voyage — відеогра для Atari 2600, видана в 1982 році[14].
- «Фантастична подорож: Мікрокосм» — роман Кевіна Андерсона 2001 року, де команда «Протея» досліджує тіло іншопланетянина[15].